# Ipomoea ochracea
Ipomoea ochracea ist eine Pflanzenart aus der Gattung der Prunkwinden (Ipomoea) aus der Familie der Windengewächse (Convolvulaceae). 

## Beschreibung
Ipomoea ochracea ist eine leicht verholzende, windende Liane, die bis zu 5 m Länge erreicht und nur wenig wässrigen Milchsaft bildet. Die Stängel sind zylindrisch, schlank und behaart. Die Laubblätter stehen wechselständig. Die Blattspreiten sind einfach, 3 bis 10 cm lang und 2,5 bis 7,5 cm breit. Sie sind eiförmig, häutig und bis auf wenige Trichome entlang der Aderung unbehaart. Nach vorn sind sie zugespitzt und meist stachelspitzig, die Basis ist herzförmig. Der Blattrand ist ganzrandig oder geschwungen. Auf Ober- und Unterseite treten die Adern leicht hervor, die Unterseite ist meist bläulich bereift. Die Blattstiele sind 2 bis 6 cm lang und behaart.
Die Blüten stehen einzeln oder in doppelt gegabelten Blütenständen in den Achseln. Der Blütenstandsstiel ist leicht länger als die Blütenstiele. Die Tragblätter sind eiförmig und etwa 1,6 cm lang. Der Kelch ist grün, vergrößert sich nicht und besteht auf fünf nahezu gleich großen, eiförmigen oder langgestreckt-eiförmigen, unbehaarten, gepunkteten Kelchblättern mit einer Länge von 5 bis 7 cm. Die Krone ist trichterförmig, blass gelb und an der Basis der Kronröhre violett gefärbt. Sie wird 3 bis 4 cm lang und ist mit fünf schwachen, gerundeten Lappen besetzt. Staubblätter und die Narbe sind weiß und stehen über die Krone hinaus.
Die Frucht ist eine eiförmige, 1,3 bis 1,6 cm lange, strohgelbe Kapsel mit einem dünnen Perikarp. Der Kelch ist an der Frucht beständig. Je Frucht werden vier Samen gebildet, diese sind 4 bis 5 mm lang, schwarz, dumpf und unbehaart.

## Verbreitung
Die Art stammt wahrscheinlich aus dem tropischen Afrika, wird aber in den gesamten Tropen kultiviert.